# 里奧韋爾德 (智利)

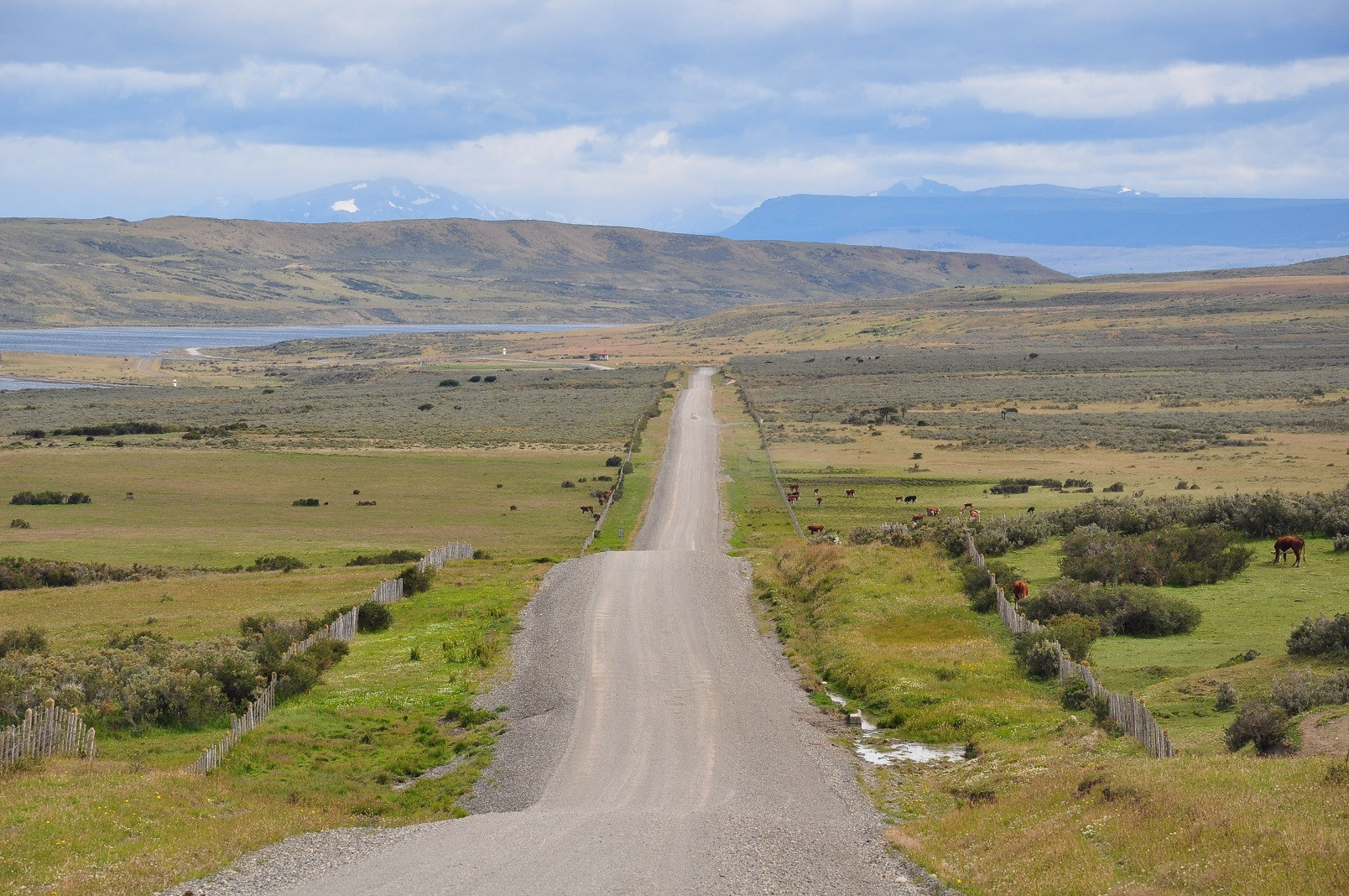

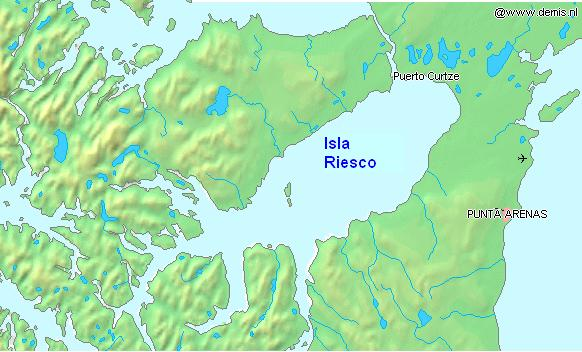

里奧韋爾德（西班牙語：Río Verde），是智利的城鎮，位於該國南部麥哲倫-智利南極大區的麥哲倫省，面積9,975.2平方公里，海拔高度14米，2012年人口153人，人口密度每平方公里0.015人。